# Sudamerlycaste lionetii
Sudamerlycaste lionetii är en orkidéart som först beskrevs av Célestin Alfred Cogniaux, A.Gooss. och Henry Francis Oakeley, och fick sitt nu gällande namn av Fredy Archila. Sudamerlycaste lionetii ingår i släktet Sudamerlycaste och familjen orkidéer. Inga underarter finns listade i Catalogue of Life.

## Bildgalleri

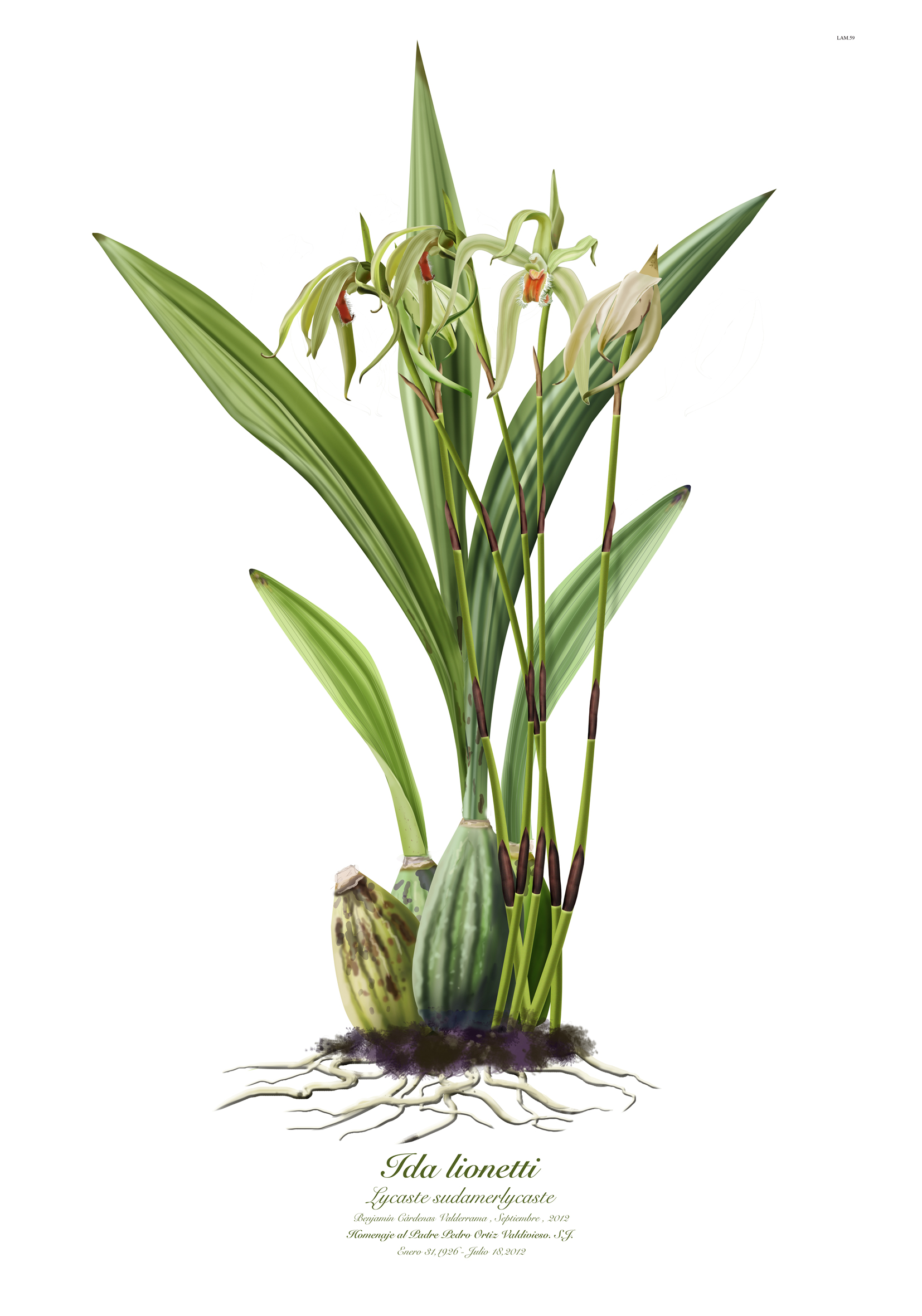